# Cyrtoclytus monticallisus
Cyrtoclytus monticallisus är en skalbaggsart som beskrevs av Komiya 1980. Cyrtoclytus monticallisus ingår i släktet Cyrtoclytus och familjen långhorningar. Inga underarter finns listade i Catalogue of Life.